# Tukuran
Tukuran ist eine philippinische Stadtgemeinde in der Provinz Zamboanga del Sur auf der Insel Mindanao. Sie hat 39.820 Einwohner (Zensus 1. August 2015), die in 25 Barangays leben. 
Die Gemeinde liegt ca. 25 km östlich vom Zentrum der Provinzhauptstadt Pagadian City und ist über den Maharlika Highway mit dem Bus in 40 bis 45 Minuten erreichbar. Im Barangay Militar steht eine der historischen touristischen Attraktionen von Tukuran, The Fort, ein im 18. Jahrhundert errichtetes spanisches Festungsgebäude. Im Barangay Baclar liegen der Eco-Parc und die Busay-Wasserfälle.

## Baranggays
| - Alindahaw - Baclay - Balimbingan - Buenasuerte - Camanga - Curvada | - Laperian - Libertad - Lower Bayao - Luy-a - Manilan - Manlayag | - Militar - Navalan - Panduma Senior (vormals Lambayong) - Sambulawan - San Antonio - San Carlos (Pob.) | - Santo Niño (Pob.) - Santo Rosario - Sugod - Tabuan - Tagulo - Tinotungan - Upper Bayao |